# プランクシュタット
プランクシュタット (ドイツ語: Plankstadt) は、ドイツ連邦共和国バーデン＝ヴュルテンベルク州北西部ライン＝ネッカー郡に属する町村（以下、本項では便宜上「町」と記述する）。人口約9,500人のこの町は、711年に初めて記録され、何世紀もの間プファルツ選帝侯領に属した。

## 地理

### 位置と環境
プランクシュタットはオーバーライン地溝帯のライン＝ネッカー大都市圏に位置している。町域に大きな起伏はなく、平らな場所にある。実り豊かな土地であることから、19世紀の中頃にはすでに最後の森も伐り拓かれ、農地となった。
町域の広さは約839haである。そのうち29.4%が市街地、70.2%が農業用地である。

### 隣接市町村
直接町境を接する市町村は、西がシュヴェツィンゲン、北がハイデルベルクのグレンツホーフ、東がエッペルハイム、南東がハイデルベルクのパトリック・ヘンリー・ヴィレッジ、南西がオフタースハイムである。また、北東部にわずか200mほどマンハイム市のフリードリヒスフェルト区方面のドッセンヴァルトととも境を接している。

## 歴史
最初の入植は、おそらく紀元500年頃になされた。初めての文献上の記録は711年のロルシュ文書で、Blanckenstatと記録されている。この贈与証明書には、少なくとも14戸の農場が記載されている。これに次ぐ記録は13世紀のものである。1256年に宮中伯がこの村の所有者として言及されている。その3年後の1259年、土地の大部分はシトー会のシェーナウ修道院の所有に移っていた。修道士らは住民を移住させて、隔絶された修道院領を建設しようと試みたが、住民達の根強い抵抗に遭い失敗した。1296年には自治体としてのプランクシュタットが成立し、プファルツ選帝侯領に戻され、キルヒハイマー・ツェントに属すこととなった。
1462年にこの村は、マインツ司教領のフェーデに伴う戦闘であるゼッケンハイムの戦いの際に焼き払われた。これに次ぐ破壊はフランスの将軍Ezéchiel du Masによるものである。プファルツ継承戦争では、ハイデルベルク城を含め、この地域の多くの部分がこの軍勢の犠牲となった。三十年戦争やこの他の戦いも、この町に傷痕を残している。
1803年にプファルツ選帝侯領は廃止され、プランクシュタットはバーデン領となり、シュヴェツィンゲン管区に属した。1924年にマンハイム管区となり、これが後にマンハイム郡となった。
1895年、火災が町並みの半分を破壊した。5年後にさらにひどい火災が起き、3つの通りで60棟の建物が犠牲となった。この事件は国中の話題となった。内務大臣アウグスト・アイゼンロールは火災現場を視察し、バーデン大公フリードリヒは火災被害に対する救済委員会を組織した。

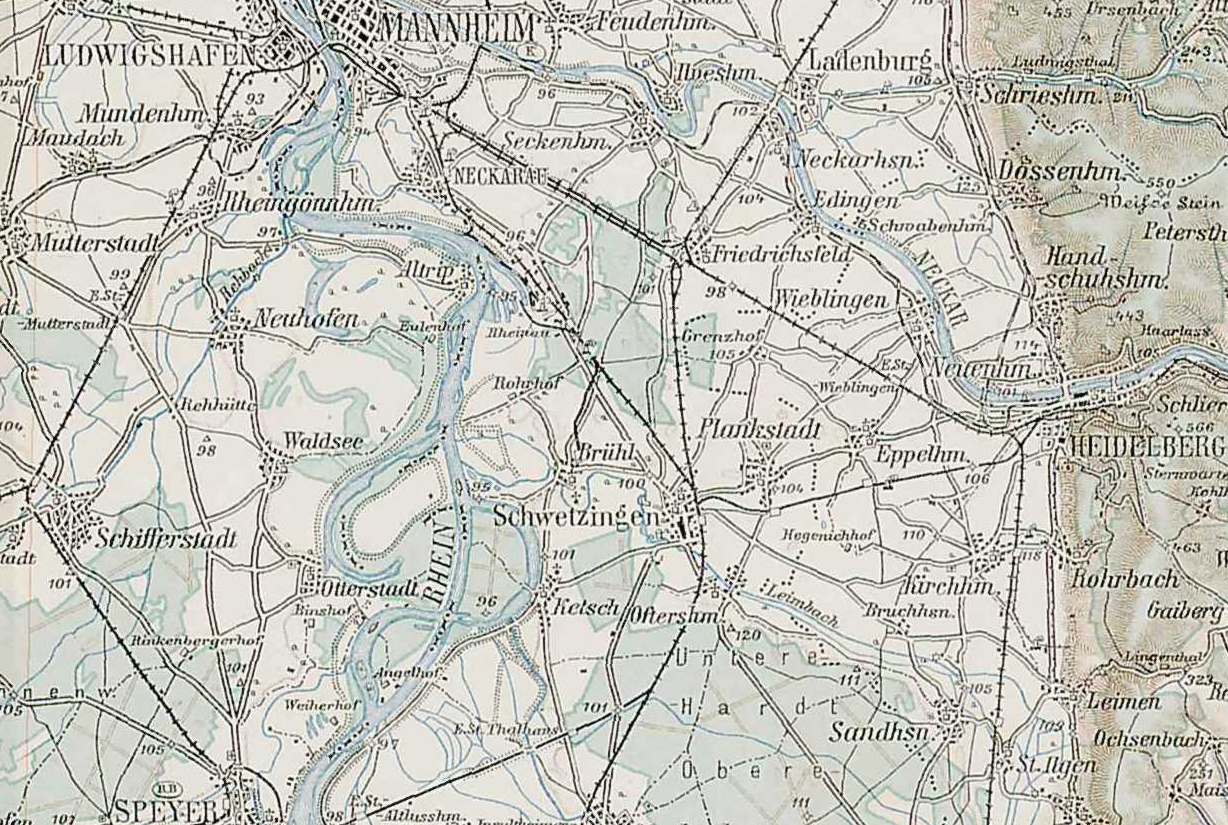
1907年のプランクシュタット周辺地図

政治の面では、1871年のドイツ帝国成立以後、中央党が常にプランクシュタットで最も勢力のある政党であった。中央党の優位はヴァイマル共和政の終わりまで続いた。1933年の帝国議会選挙では、中央党が36.3%、NSDAPが35.7%、KPDが16.9%の票を獲得した。
第二次世界大戦後、この町は1,000人以上の旧ドイツ領の東プロイセンやシレジア、チェコ領であったズデーテン地方などから放逐された人々を受け容れた。1971年には1200年祭を祝った。1973年の郡の再編によりプランクシュタットはライン＝ネッカー郡に編入された。並行して行われた市町村再編では、当初、シュヴェツィンゲン、ブリュール、ケッチュ、オフタースハイムとプランクシュタットを合併するという計画が検討された。この案が却下されると、オフタースハイムとプランクシュタットだけでもシュヴェツィンゲンと合併させようという案が提出された。しかし、最終的にはこの案も否決され、プランクシュタットは独立した自治体として存続している。
| 年   | 1439 | 1577 | 1777 | 1834  | 1875  | 1905  | 1925  | 1950  | 1961  | 1967  | 1970  | 1980  | 1991  | 1995  | 2000  | 2005  | 2010  | 2015   |
| ---- | ---- | ---- | ---- | ----- | ----- | ----- | ----- | ----- | ----- | ----- | ----- | ----- | ----- | ----- | ----- | ----- | ----- | ------ |
| 人口 | 125  | 220  | 380  | 1,123 | 2,532 | 2,766 | 5,303 | 7,294 | 7,905 | 8,784 | 9,050 | 8,977 | 9,652 | 9,744 | 9,599 | 9.548 | 9,685 | 10,176 |

## 行政

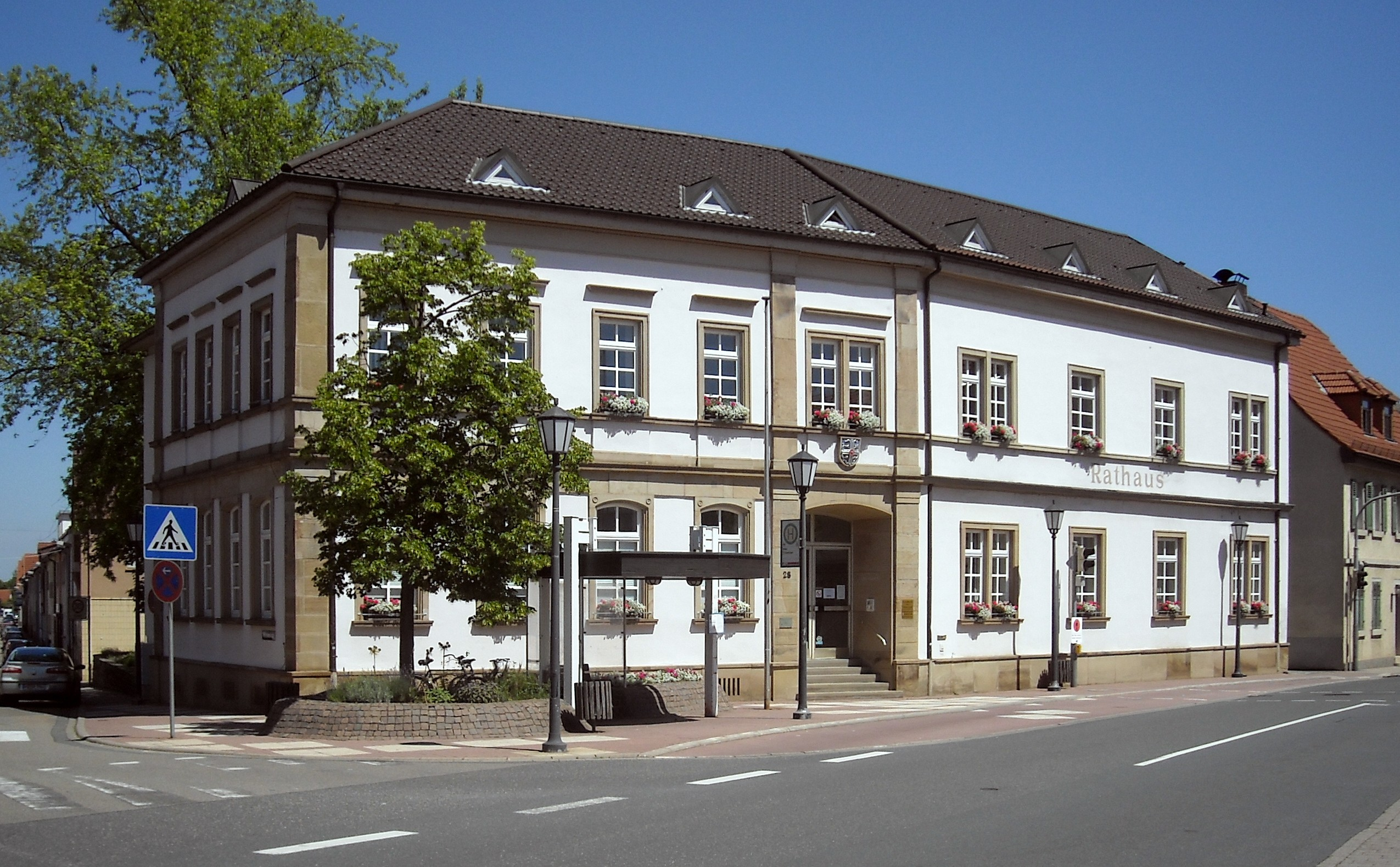
プランクシュタットの町役場

### 議会
プランクシュタットの議会は18議席で、議員は5年ごとの直接選挙で選出される。これに首長が議長として参加する。

### 首長
首長は、8年ごとに直接選挙で選出される。2008年の選挙では、対立候補が出馬せず、イュルゲン・シュミットが就任することになった。第二次世界大戦後の首長を以下に列記する。
- 1945年 - 1946年: ゲオルク・ゲルラッハ
- 1946年 - 1948年: カール・エーバーヴァイン
- 1948年 - 1966年: ゲオルク・バウスト
- 1966年 - 1992年: ヴェルナー・ヴァイク
- 1992年 - 2008年: ヴォルフガング・フッケーレ
- 2008年 - 2016年: イュルゲン・シュミット
- 2016年10月1日 - : ニルス・ドレッシャー

### 紋章
図柄: 青地に、切れ込みのある銀のユリ十字、その中心には緑の萼をもつ赤いバラの花。十字で区切られた4つの区画にはそれぞれ、5つ突起のある金の星。
この図案は、1487年に裁判所印として用いられた文書があり、その後、町の印章として用いられた。1896年にバーデンの文書局に紋章の認可を得た。この図柄の意味は明らかではない。
旗は、白 – 青で、1959年に内務書の認可を得た。この配色は、プファルツ系ヴィッテルバッハ家の色である。

### 友好都市
- カステルノ＝ル＝レ（フランス語版、英語版）（フランス、エロー県）1981年

## 文化と見所

### 見所
フォーゲルパーク（鳥類公園）には、外国や国内の鳥が飼育されている。公園や鳥たちの保護・維持管理はカナリア・外来鳥類保護協会1961プランクシュタットが行っている。

### 年中行事
プランクシュタットの「バッケンブレーザーのカーニバルのパレード」は伝統的には、かつては謝肉祭前の日曜日に行われていた。このパレードには近隣市町村からも多くのグループが参加し、一緒に行列に加わる。現在は多くの場合、9日後のカーニバルの火曜日に行われている。

### サークル活動
プランクシュタット最大のサークルは、TSG/Eintracht プランクシュタットである。他にはムジークフェライン・プランクシュタットがあるが、このサークルはむしろ「ビッグ・バンド MV プランクシュタット」の名前の方がよく知られている。プログラムは、ダンス・ミュージックからビッグ・バンドまで幅広い。郷土文化の継承・保護を行うサークルとして、Heimat- und Kulturkreis Plankstadtのほかいくつかのサークルがある。

## 経済と社会資本

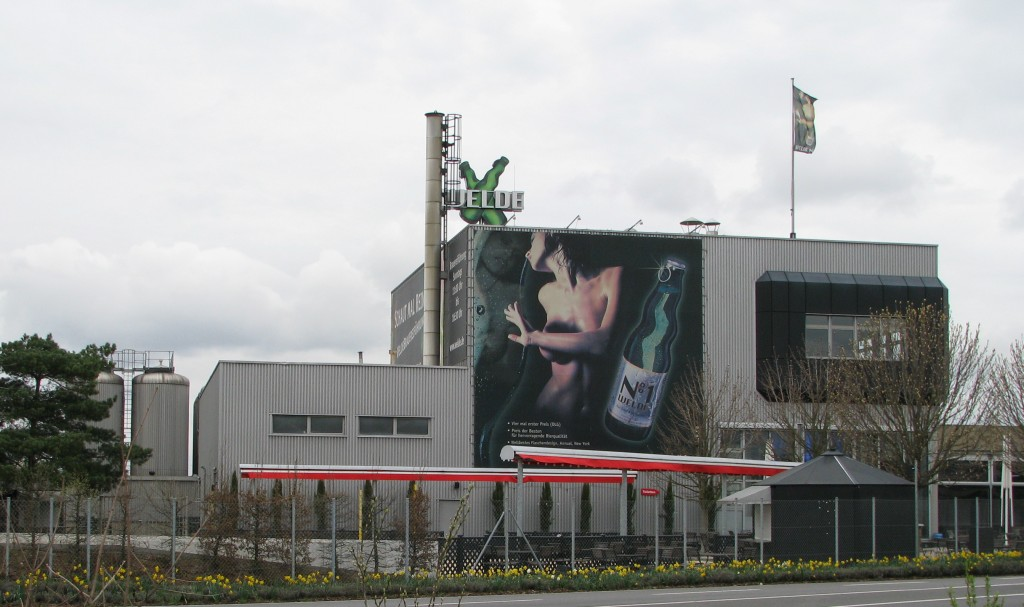
ヴェルデブロイ

### 経済
最大の企業は、1752年にシュヴェツィンゲンで開業したビール醸造会社 ヴェルデブロイである。この会社は1971年に新しいミネラルウォーターの源泉を発見して以来、プランクシュタットのシュヴェツィンゲンとの町境付近に拠点を置いている。また、製薬企業のアストラゼネカの営業所もある。
プランクシュタットは、近隣市町村とともにドイツ有数のタバコ栽培地である。プランクシュタットおよび周辺地域の農場では、特徴的な倉庫が目を引く。こうした倉庫では、現在もタバコの乾燥に利用されている。タバコ農家の多くは余分に、天井にフォイルをかぶせたビニールハウスのタバコ乾燥施設を持っており、タバコや他の野菜の栽培に用いたり、タバコの出荷用倉庫として用いたりしている。プランクシュタットや周辺地域では、町中に農地を持つ人が、数は多くないものの、活発に作業を行っている。

### 交通
1872年から1873年のハイデルベルク - シュパイアー間の鉄道新設に伴い、町の南端に駅が建設された。この鉄道区間は、1967年に再び廃止された。1927年には、町の中心部を通り、ハイデルベルクからシュヴェツィンゲンを結ぶ路面電車が開通した。しかし、この近距離公共交通機関も1974年には廃線となった。現在ではシュヴェツィンゲンやハイデルベルクにバス路線が通っている。プランクシュタットは、ライン＝ネッカー交通連盟のサービス提供地域に含まれている。
町の南部を通る連邦道B535号バイパスは、2009年までに開通する予定である。この道路は、近くを通るアウトバーンA6号線（マンハイム - ハイルブロン）とA5号線（フランクフルト・アム・マイン - カールスルーエ）を結んでいる。

## 人物

### 出身者
- ペーター・シェーファー（「ブルーメペーター」、1875年 - 1940年）民話の登場人物
- ファーレンティン・ガー（1905年 - 1969年）CDUの政治家、シュヴェツィンゲン市長、マンハイム郡の郡議会議員。
- ロタール・ガー（1931年 - ）CDUの政治家、バーデン＝ヴュルテンベルク州の州議会議長

## 引用
1. ↑  Statistisches Landesamt Baden-Württemberg – Bevölkerung nach Nationalität und Geschlecht am 31. Dezember 2023 (CSV-Datei)
2. ↑  バーデン＝ヴュルテンベルク州統計局 2004年12月31日現在
3. ↑  1967年まで:  Kreisbeschreibung Bd. 3. p. 760
4. ↑  Herwig John, Gabriele Wüst: Wappenbuch Rhein-Neckar-Kreis. Ubstadt-Weiher 1996, ISBN 3-929366-27-4, S. 94
5. ↑  Regierungspräsidium Karlsruhe 2006年7月7日